# Aplared
Aplared is een plaats in de gemeente Borås in het landschap Västergötland en de provincie Västra Götalands län in Zweden. De plaats heeft 452 inwoners (2005) en een oppervlakte van 55 hectare.

## Verkeer en vervoer
Bij de plaats loopt de Riksväg 27.